# Elmo (Teksas)
Elmo – jednostka osadnicza w Stanach Zjednoczonych, w stanie Teksas, w hrabstwie Kaufman.